# The Salvation Hunters
The Salvation Hunters és una pel·lícula muda dramàtica estatunidenca del 1925 que va marcar el debut com a director del Josef von Sternberg, de 31 anys. El llargmetratge és protagonitzat per Georgia Hale i George K. Arthur, i posaria Sternberg, "un nou talent", sota l'ull de mira dels principals estudis de cinema, Metro-Goldwyn-Mayer i Paramount Pictures. Film Mercury va incloure The Salvation Hunters a la seva llista de les deu millors pel·lícules de 1925.

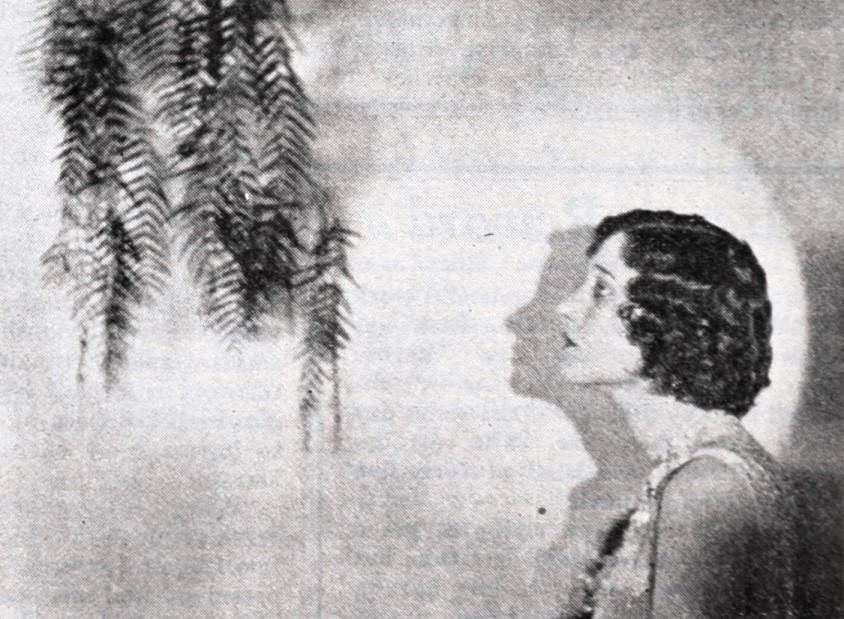

## Argument
La pel·lícula s'obre amb un pròleg:
| « | Hi ha fragments importants de la vida que la pel·lícula ha evitat perquè es refereix al Pensament i no al Cos. Un pensament pot crear i destruir nacions i és tant més poderós perquè neix del sofriment, viu en silenci i mor quan ha fet la seva feina. El nostre objectiu ha estat fotografiar un pensament, un pensament que guia els humans que s'arrosseguen a prop de la terra, les vides dels quals són senzilles, que no comencen enlloc i no acaben enlloc. | » |

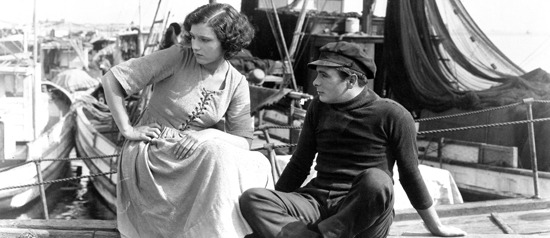
Georgia Hale i George K. Arthur

La història comença al llarg d'un passeig marítim desolador en un port no identificat. Les escombraries industrials embruten la costa. Una draga gegant sisifiana treu fang d'un canal i en una barcassa enorme.
Quatre personatges, "humans que s'arrosseguen prop de la terra" ocupen el paisatge melancòlic:
El Noi, un jove descoratjat i sense esma, vaga sense rumb entre les restes. Li agrada La noia. 

La Noia, més gran i endurida pel seu empobriment, s'ha "enfonsat tan baix com els seus mitjons". Mantenint una dignitat malcarada en la seva solitud, rebutja els avenços tímids d'El Noi. 

El Nen és un jove orfe. Persegueix en silenci la barca de fang on els seus pares van perdre la vida.

El Brut és un home d'edat indeterminada i de temperament curt. Fa de vigilant a bord de la barca. 

El Brut fa una passada a La Noia. Ella el talla freda amb una mirada i ell es retira. Frustrat, el Brut ataca el nen que ha entrat a la barca. El Noi és testimoni de l'assalt, però queda congelat per la seva covardia. La Noia, amb una sola paraula, l'avergonyeix per acció. Ell recull amb precaució el Nen i fugen perseguits pel brut. La Noia, amb una mirada, fa un senyal a l'operador de la draga, que allibera un torrent de fang al cap al Brut.
El noi, la noia i el nen s'escapen dels molls desolats fins als barris marginals d'una metròpoli sense nom.
Mentre el trío camina penosament pels carrerons de la ciutat, L'Home i el seu client, El Senyor, els veuen. L'home s'acosta al noi i confirma el que sospita: són sense sostre i sense diners. Assegura a El Noi que hi ha molts llocs de treball i ofereix una habitació per al trio mentre El Noi busca feina. Sense saber-ho, l'"habitació" es troba en un bordell. L'objectiu de l'home és reclutar a la Noia com a prostituta. Quan són introduïts al pis, La Dona, una treballadora sexual, intenta proporcionar-los una mica de refresc. L'Home l'atura: "La fam els xiuxiuejarà coses a les orelles que potser em costarà dir".
A mesura que passen les hores, la Noia es torna cada cop més ansiosa a causa de les súpliques del Nen per menjar. El Nen torna de la seva inútil recerca de feina desmoralitzat. Estan al punt de la desesperació. El Noi es lliura a una fantasia viva, en què ell, la Noia i el Nen es transformen en aristòcrates rics, que arriben a la seva finca acompanyats per servents vestits amb falses decoracions militars.
Els Senyors, encoratjats per l'Home, entren a la sala esperant negociar sexe amb una prostituta. La Noia considera fredament la proposta. El Noi s'angoixa quan descobreix l'ambivalència de la Noia. El Senyor, comprenent el seu dilema, fa un regal de diners a la Noia sense comentaris i s'acomiada en silenci. El Nen agafa la generositat i tanca la porta, tornant aviat amb provisions per a un àpat: la crisi passa.
L'home, frustrat en el seu esforç, idea un altre pla en connivència amb La Dona. Conviden el jove trio a una sortida al camp. Allà, té la intenció de seduir la Noia i coaccionar-la al comerç sexual: "... que el romanç faci una mica de feina". La dona té l'encàrrec de distreure al Noi durant la seducció.
El grup de cinc arriba al camp en un turisme. Aparquen al costat d'un cartell immobiliari que diu "Aquí els teus somnis es fan realitat". Malgrat els millors esforços de l'Home, la Noia no respon als seus desitjos. Exasperat, ataca al Nen. El Noi, eliminant la seva por, salta en defensa del Nen i colpeja l'home per sotmetre'l amb els punys. La Noia s'alegra que el Noi hagi reivindicat la seva virilitat.
Triomfant, el trio, ara una família, avança cap a la posta de sol, "fills del sol".

## Repartiment

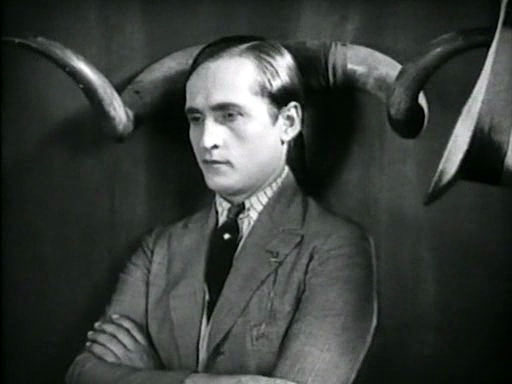
The Salvation Hunters (1925). Otto Matieson com "L'home".

- George K. Arthur com El noi
- Georgia Hale com La Noia
- Bruce Guerin com El Nen
- Otto Matieson com l'Home
- Nellie Bly Baker com a La Dona
- Olaf Hytten com El Brut
- Stuart Holmes com El Senyor

## Antecedents
L'actor i productor anglès George K. Arthur es va acostar a Sternberg per filmar una comèdia titulada "Just Plain Buggs". Sternberg havia estat recentment assistent de direcció i guionista a la pel·lícula de Roy William Neill By Devine Right (1924) i va acceptar l'oferta, amb l'advertència que substituïen el seu propi guió, The Salvation Hunters, al qual Arthur va acceptar.
Tot i que els detalls segueixen sent "confosos i controvertits", la pel·lícula va ser finançada per Sternberg i Arthur per poc menys de cinc mil dòlars. Sternberg va aportar la major part dels seus estalvis personals per cobrir les mancances pressupostàries. En aquest sentit, "The Salvation Hunters" es pot considerar una pel·lícula independent i, com a tal, "un exemplar gairebé únic en el seu temps.”

## Producció
El rodatge va començar a la tardor de 1924. La pel·lícula es va rodar a Califòrnia, principalment a San Pedro, Chinatown, vall de San Fernando i a Grand-Asher Studios.
A causa de les restriccions pressupostàries, Sternberg i Arthur van emprar extres de Hollywood, els anomenats "supers", en lloc d'actors destacats. Georgia Hale era una cantant de cabaret i extra de vestits a Vanity's Price (1924) quan Sternberg la va seleccionar per al paper de La Noia. Ella i la majoria del repartiment van acordar "ajornar" els sous. Stuart Holmes, que va interpretar El Senyor, va ser una excepció; un conegut "vilà" de pantalla -i famós escultor- se li va pagar 100 dòlars per avançat per la seva breu, però efectiva, aparició a The Salvation Hunters.

## Recepció
The Salvation Hunters va ser un "complet fracàs" a la seva estrena a la ciutat de Nova York, on va durar menys d'una setmana. A nivell nacional, l'assistència va ser "poc espectacular". Com va comentar Sternberg, a l'estrena de Hollywood, "Els membres del repartiment estaven entre el públic, que va saludar el meu treball amb riures i burles i finalment es va amotinar. Molts van marxar, i jo també.”
Després de la breu projecció de la pel·lícula, Arthur va prendre mesures per comprovar que s'introduís d'amagat una impressió a la casa de l'actor-director-productor Charles Chaplin, on va rebre una visualització privada per part de l'estrella de cinema i els seus associats Douglas Fairbanks, Sr., Mary Pickford i Joseph Schenck. Posteriorment, la secció d'entreteniment dominical de The New York Times de l'1 de febrer de 1925 va fer el següent anunci:
| « | ”The Salvation Hunters, dirigida per Josef von Sternberg, un jove austríac, es presentarà al Mark Strand aquesta setmana. Aquesta és la pel·lícula que va captar l'atenció de Charles Chaplin, Douglas Fairbanks i Mary Pickford. El Sr. Chaplin estava especialment entusiasmat amb la pel·lícula.” | » |

A finals d'any la crítica de cinema de Film Mercury Anabel Lane va incloure The Salvation Hunters a la llista de les 10 millors del 1925:
1. Isn’t Life Wonderful de Cecil B. DeMille -
2. La gran desfilada de King Vidor
3. Greed d'Erich von Stroheim
4. Siège de Sven Gade
5. Cyrano de Bergerac d'Augusto Genina
6. Paths to Paradise de Clarence Badger
7. Der letzte Mann de F. W. Murnau
8. The Salvation Hunters de Josef von Sternberg
9. Are Parents People? de Malcolm St. Clair
10. Peter Pan de Herbert Brenon

Amb la seva estrella ascendint entre els executius de l'estudi, Sternberg va signar un contracte a llarg termini amb Metro-Goldwyn-Mayer. Malgrat aquesta prometedora entrada al cinema comercial, la seva "associació [amb Metro] va estar condemnada des del principi", tal com s'evidencia en el seu primer llargmetratge The Exquisite Sinner.

## Tema
"El tema subjacent del cinema de Sternberg", observa el crític Andrew Sarris, són les relacions entre homes i dones "o, més precisament, la confrontació de l'home amb els mites de la feminitat". La seva obra ho demostra "des de The Salvation Hunters fins a Anatahan", la seva darrera pel·lícula.
El Senyor (interpretat per Stuart Holmes) és "curiós": el "personatge de la primera pantalla que respecta les dones que pretén reduir a la prostitució". El Senyor no és retratat ni com un depravat habitant de bordells ni com un desviat salaç. "Tot i que té ganes de dormir amb la Noia, ell mai perd la seva dignitat ni el seu port [i] respecta la seva reticència quan descobreix que està impulsada per la fam", així com la preocupació pels seus companys més joves. El Senyor de Sternberg és una representació "molt més avançada" dels "Homes depredadors del món" que la que van aconseguir els directors Chaplin o Lubitsch als anys vint. El personatge “prefigura el tractament de Georg Wilhelm Pabst GT Louise Brooks i els seus respectuosos amants a Tagebuch einer Verlorenen i Lulú, la caixa de Pandora” a finals dels anys vint.
La Noia, que amb només una mirada aconsegueix desviar el Brut i comanda el funcionament d'equips pesats (la draga de fang), mostra "una autoritat mística... [una] autoritat que marca l'actitud de Sternberg cap a les dones molt abans del debut de Marlene Dietrich. "El veritable drama de The Salvation Hunters no es refereix a l'ascens dels oprimits, sinó més aviat a l'espectacle commovedor (emoció en moviment) d'una noia esperant que un noi es converteixi en un home.”